# 赫拉博韋茨 (斯拉夫斯科市鎮)
48°53′9″N 23°25′20″E / 48.88583°N 23.42222°E

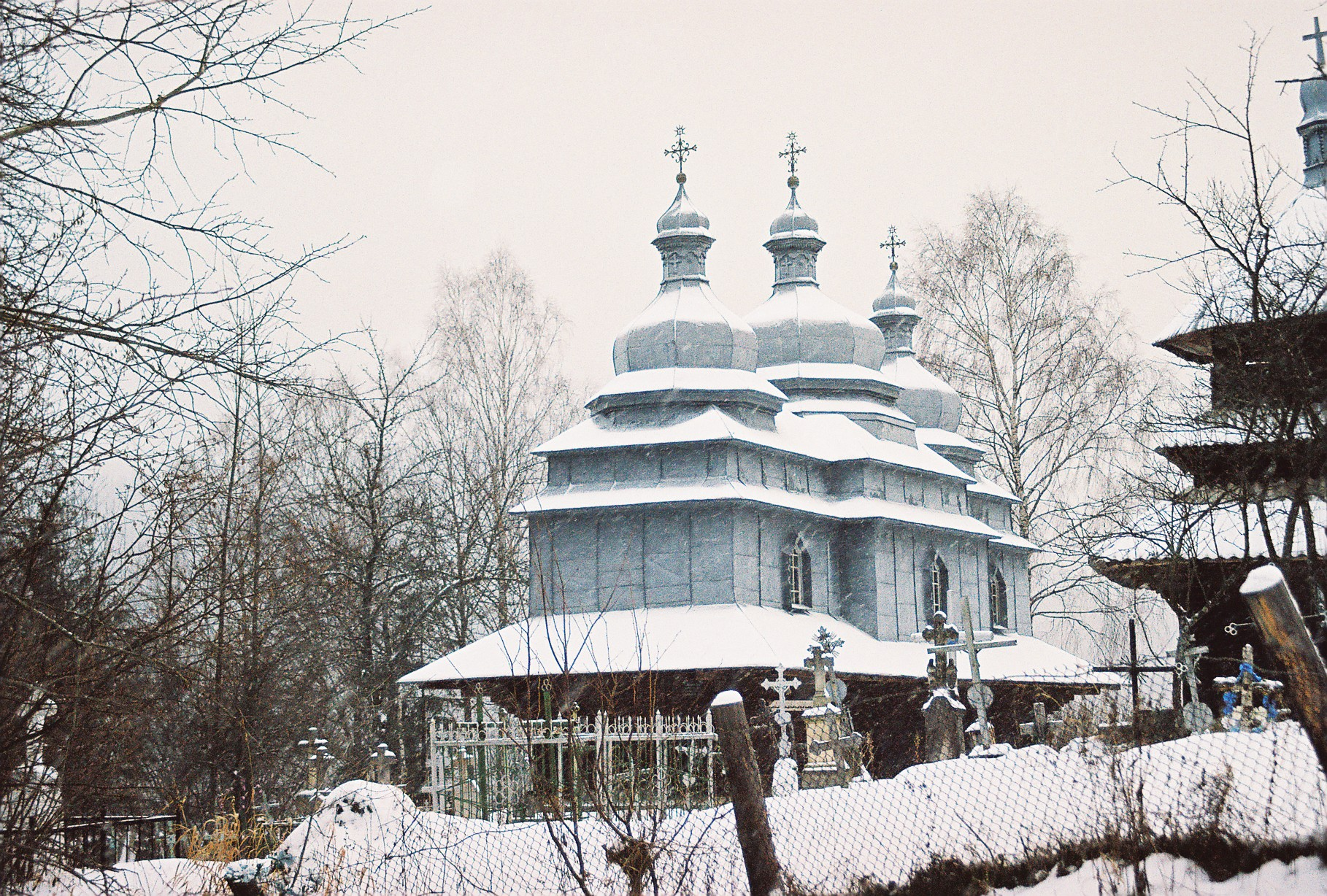
教堂

赫拉博韋茨（烏克蘭語：Грабовець），是烏克蘭的村庄，位於該國西部利沃夫州，由斯特雷區斯拉夫斯科市镇負責管轄，始建於1574年，面積0.81平方公里，海拔高度701米，2001年人口96，人口密度每平方公里118.52人。